# Jewgeni Wiktorowitsch Ignatow
Jewgeni Wiktorowitsch Ignatow (russisch Евгений Викторович Игнатов; * 11. März 1979 in Woronesch, Zentralrussland) ist ein ehemaliger russischer Kanute, 6-maliger Weltmeister und 4-maliger Europameister.

## Sportliche Karriere
Von 2005 bis 2011 gewann Ignatow bei den Kanu-Weltmeisterschaften 6 Gold- und 4 Silbermedaillen. Zudem wurde er vier Mal Europameister.
Bei den Weltmeisterschaften 2005 in Zagreb wurde er mit Nikolai Lipkin Weltmeister im Zweier-Canadier (200 m) vor den beiden Deutschen Christian Gille und Tomasz Wylenzek. Diesen Titel konnte er bei den Weltmeisterschaften 2006 und 2007 verteidigen, sein neuer Partner war jeweils Iwan Schtyl. Bei den Weltmeisterschaften 2009 im kanadischen Dartmouth gewann er zusammen mit Wiktor Melantjew, Iwan Schtyl und Nikolai Lipkin die Goldmedaille im Einer-Canadier (4 × 200 m Staffel). Diesen Titel konnte er 2010 in Posen verteidigen, an Stelle von Wiktor Melantjew trat Michail Pawlow an. 2011 in Szeged gewann er erneut die Goldmedaille im Einer-Canadier (4 × 200 m Staffel), diesmal mit Wiktor Melantjew, Iwan Schtyl und Alexei Korowaschkow.
Ignatow ist mehrfacher russischer Meister.
Seit dem Ende seiner sportlichen Karriere arbeitet er als Trainer der Woronescher Jugendmannschaft. 2015 kandidierte er für die Partei Patrioten Russlands bei den Woronescher Oblast-Duma-Wahlen. Seine Partei bekam bei einer Wahlbeteiligung von 50,4 % insgesamt 5.834 Stimmen (0,62 %).

## Privates
Ignatow ist verheiratet und hat einen Sohn.

## Auszeichnungen (Auswahl)
- 2007:  Verdienter Meister des Sports Russlands[4]